# Harry Egler

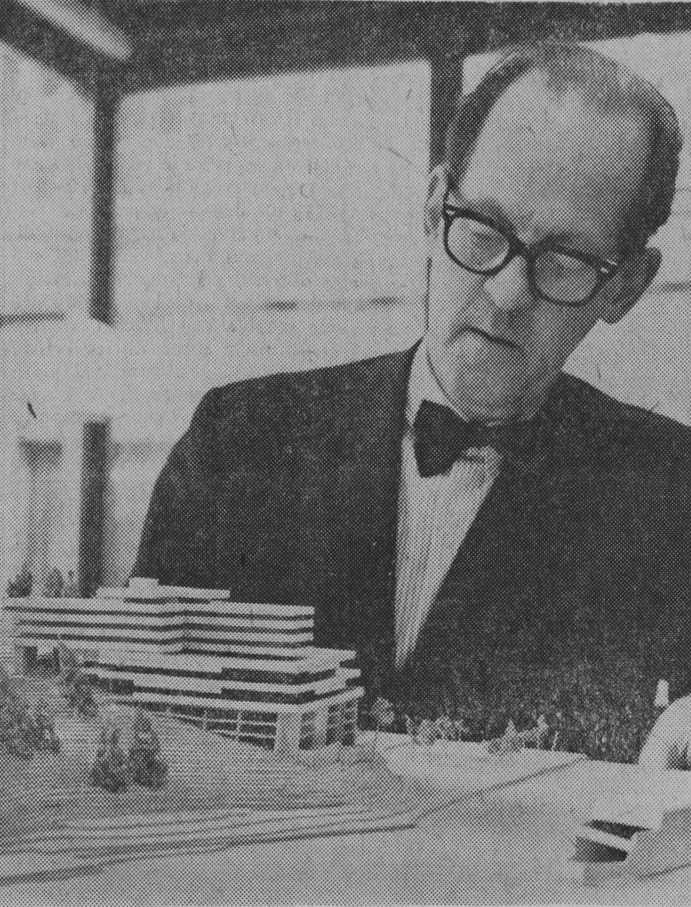
Harry Egler

Erik Harry Egler, ursprungligen Ericsson, född 20 juli 1908 i Stockholm, död 16 september 1997 där, var en svensk arkitekt och stadsplanerare.

## Biografi

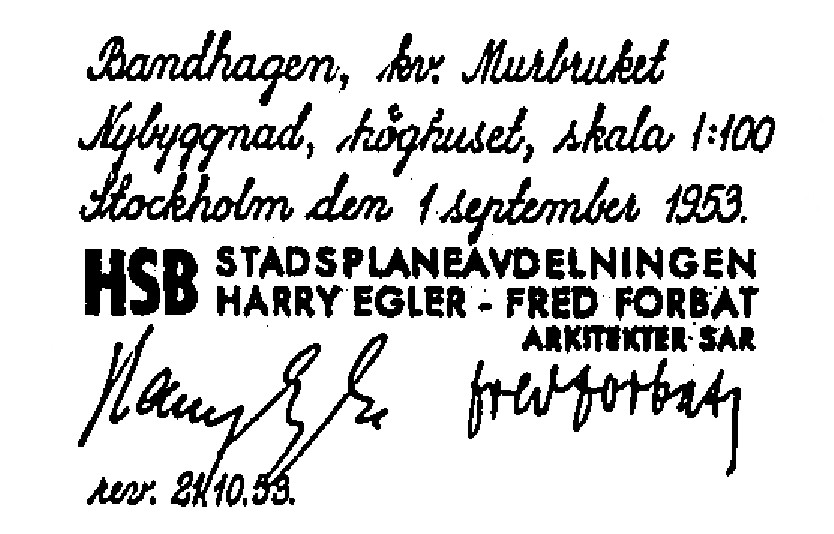
Eglers namnteckning.

Egler examinerades från Kungliga Tekniska högskolan 1935. Han var stadsplanechef hos HSB 1945−1958 och verkade som stadsarkitekt i Norrtälje 1951. Från 1940 drev han även verksamheten Eglers stadsplanebyrå.
Egler utarbetade generalplaner för ett 50-tal städer. Han står bland annat bakom stadshuset i Hagfors och har ritat bostads- och centrumanläggningar i Bollmora och Jordbro. Han har ritat radhusområden i Inverness, Stocksund (1938), Sandviken och Simrishamn. Tillsammans med Mauritz Dahlberg ritade han Ostermans marmorhallar vid Birger Jarlsgatan/Grev Turegatan i Stockholm 1938−1939. Tillsammans med Fred Forbat stod han i början av 1950-talet ansvarig för delar centrumbebyggelsen i Bandhagens centrum (se höghuset i kvarteret Murbruket).
Harry Egler var far till regissören Lars Egler. De är gravsatta på Muskö kyrkogård.

## Bilder verk i urval

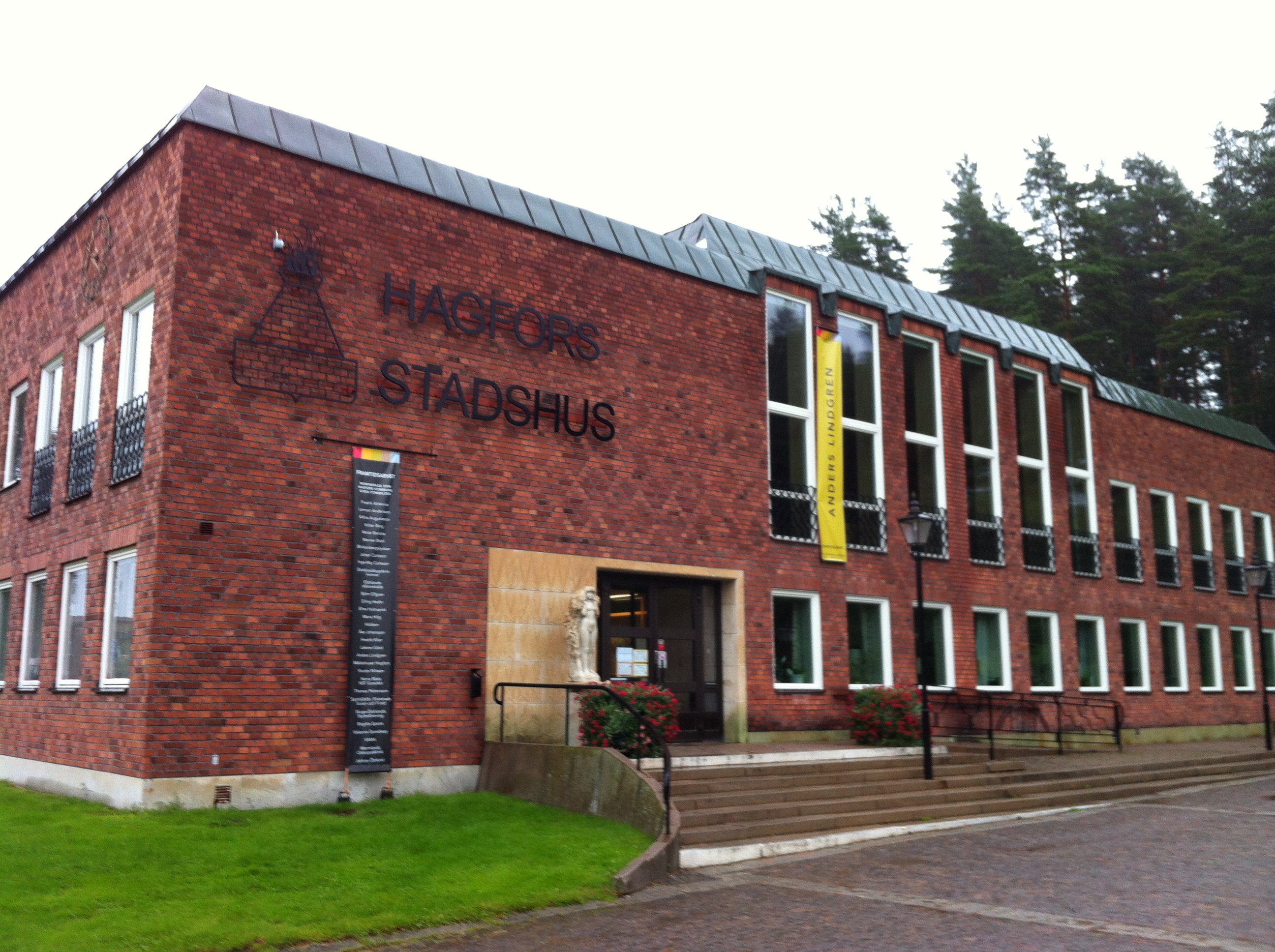
Stadshuset i Hagfors.
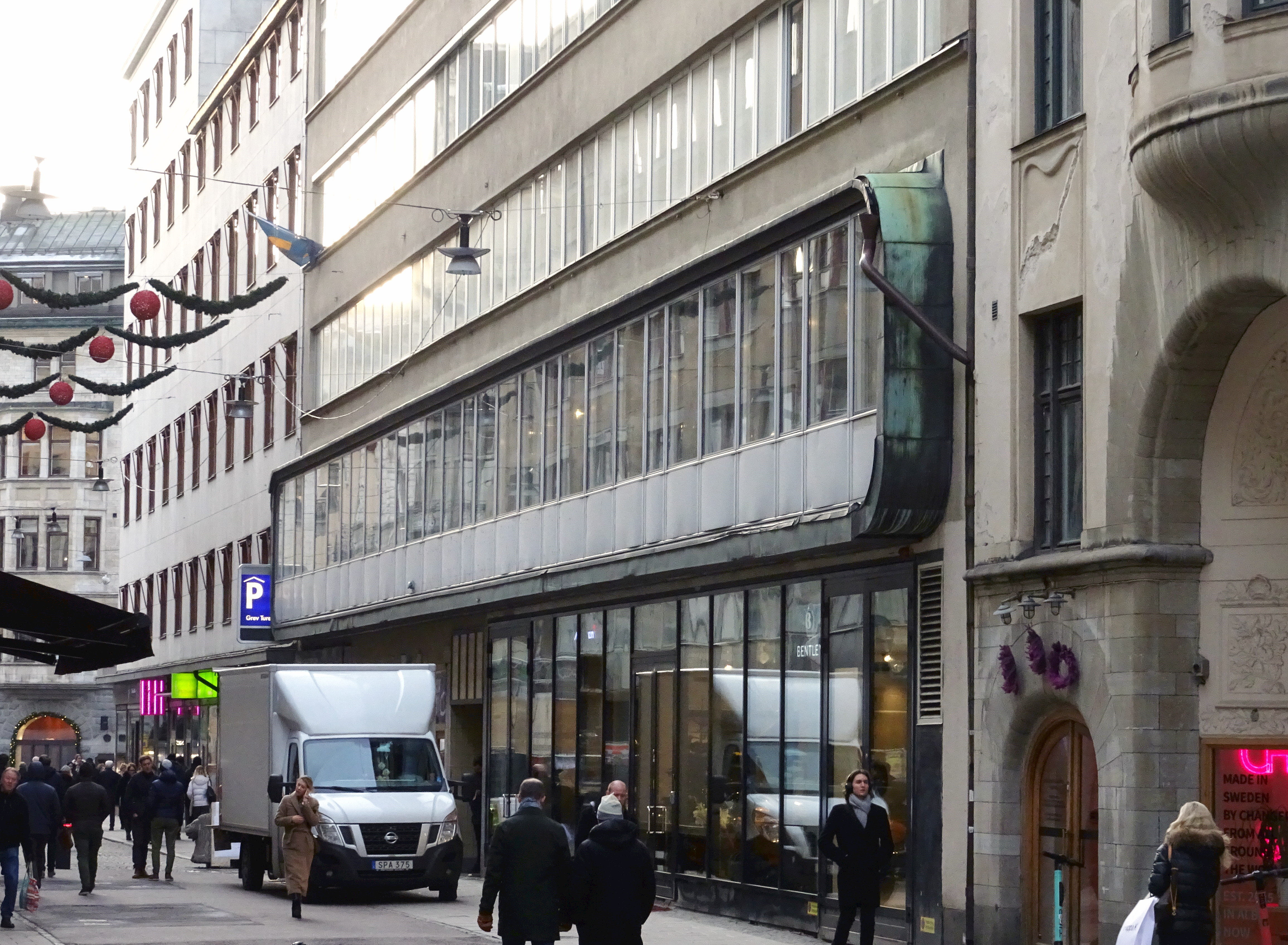
Grev Turegatan 3-5, tidigare Ostermans marmorhallar.
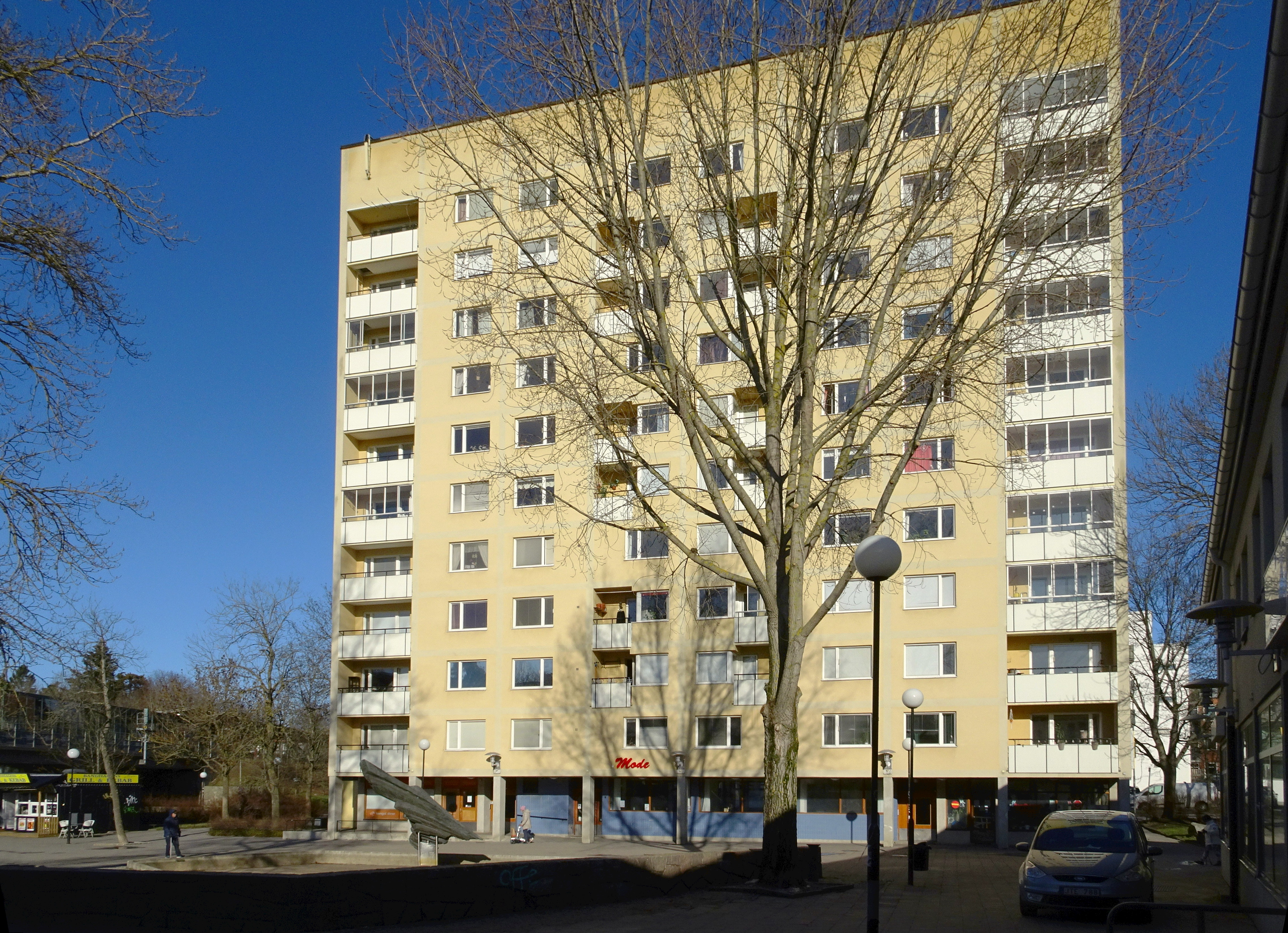
Höghuset i kvarteret Murbruket, Bandhagen.
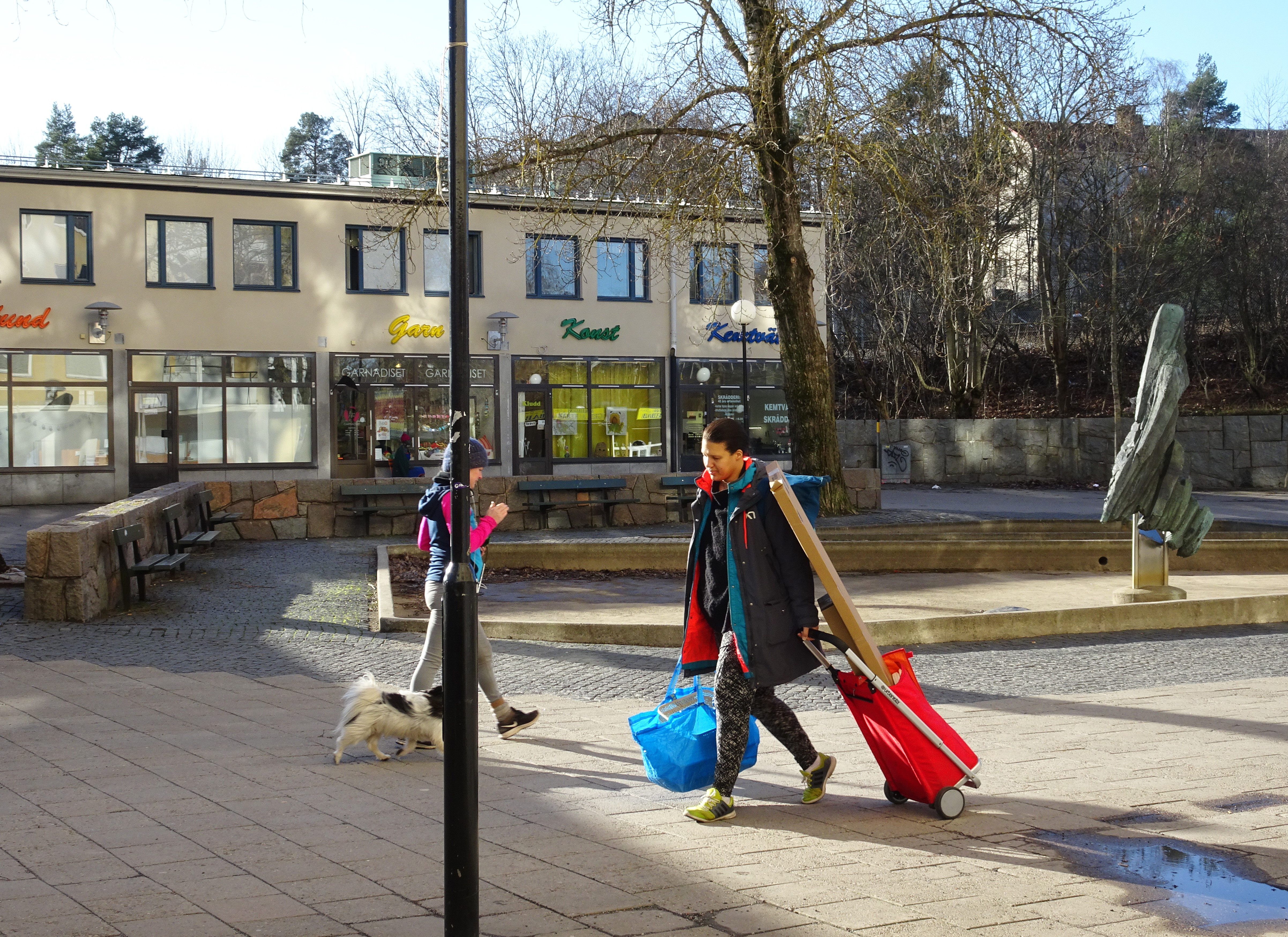
Låghusen i kvarteret Pettringen, Bandhagen.